# Hanan Ašravi
Hanan Daud Mihael Ašravi (arabsko حنان داوود مخايل عشراوي), palestinska političarka, aktivistka in akademičarka, * 8. oktober 1946, Nablus, Britanski mandat za Palestino.
Ašravi je svojo kariero začela na univerzi Birzeit. Od devetdesetih let prejšnjega stoletja je bila Ašravi članica vodstvenega odbora PLO. Na mirovni konferenci leta 1991 v Madridu je bila uradna govornica palestinske delegacije. Leta 1996 je bil Ašravi imenovana za ministrico palestinskih oblasti za visoko šolstvo in raziskave. Ašravi je bila leta 1996 izvoljena v palestinski zakonodajni svet, ki je predstavljal Jeruzalem, in bil ponovno izvoljen leta 2006. V letih 2009 in 2018 je bila izvoljena za članico Izvršnega odbora Palestinske osvobodilne organizacije (PLO), s čimer je postala prva članica tega organa. Leta 2020 je odstopila.            
Kot aktivistka za civilno družbo je leta 1994 ustanovila Neodvisno komisijo za človekove pravice in do leta 1995 bila njena generalna komisarka. Leta 1998 je ustanovila tudi MIFTAH,  Palestinsko pobudo za spodbujanje globalnega dialoga in demokracije, in še naprej deluje kot vodja njenega upravnega odbora. Leta 1999 je Ašravi ustanovila Nacionalno koalicijo za odgovornost in integriteto (AMAN). 
Ašravi je prejemnica številnih nagrad z vsega sveta, med drugim d'Officier de l'Ordre National de la Légion d'Honneur” leta 2006;  mednarodno nagrado Mahatme Gandhija za mir in spravo 2005; sydneyjska nagrado za mir 2003; nagrado Olofa Palmeja 2002; 1999 mednarodno nagrado ženske upanja "Kruh in vrtnice"; nagrado Defender of Democracy – Parlamentarci za globalno akcijo; 50 žensk stoletja; mednarodno nagrado Jane Addams za ženske na vodilnih položajih leta 1996; nagrado fundacije Pearl S. Buck; mirovno nagrado z zlato medaljo Pio Manzu 1994; in mednarodno nagrado za mir Marissa Bellisario leta 1992.                
Je avtorica več knjig, člankov, pesmi in kratkih zgodb o palestinski politiki, kulturi in literaturi. Njena knjiga This Side of Peace  (Simon & Schuster, 1995) si je prislužila svetovno prepoznavnost. Poleg tega je prejemnica enajstih častnih doktoratov z univerz v ZDA, Kanadi, Evropi in arabskem svetu.                    

## Zgodnja leta
Ašravi se je rodil palestinskim krščanskim staršem 8. oktobra 1946 v mestu Nablus (britanski mandat za Palestino), ki je zdaj del okupiranega Zahodnega brega.  Njen oče Daud Mihail je bil zdravnik in eden od ustanoviteljev Palestinske osvobodilne organizacije  , njena mati Vadi'a As'ad Mihail pa je bila oftalmološka medicinska sestra.  Hana Mihail, učenjakinja in revolucionarka Fataha, je bila njena sestrična. 

## Vojna 1948 in prosveta
Družina Ašravi je najprej živela v Nablusu, kasneje pa se je preselila v toplo mesto Tiberias na severu, kjer so ostali, dokler Izrael leta 1948 ni postal država  Leta 1948 je družina Mihail pobegnila iz Tiberije v Aman v Jordaniji zaradi arabsko-izraelske vojne. Sprva je njen oče, Daud Mihail, ostal v državi, ki je postala Izrael, kasneje pa se je družini ponovno pridružil v Jordaniji .  
Leta 1950 se je njena družina lahko naselila v Ramali, ki je bila takrat del Jordaniji priključenega Zahodnega brega. Tu je obiskovala kvekersko šolo za dekleta Friends Girls School,. K aktivizmu jo je navdušil njen oče, ki je bil naklonjen večji vlogi žensk v družbi - jordanske oblasti so ga večkrat priprle zaradi njegovega delovanja z Arabsko nacionalistično socialistično stranko in PLO. Ašravi je iplomirala in magistrirala iz književnosti na Oddelku za angleščino na Ameriški univerzi v Bejrutu (AUB).                                
Med podiplomskim študentom književnosti na Ameriški univerzi v Bejrutu je prijateljevala s Petrom Jenningsom iz ABC News, ki je bil takrat vodja biroja ABC v Bejrutu.  Ko je leta 1967 izbruhnila šestdnevna vojna, je dr. Ašravi, takrat 22-letno študentko v Libanonu, Izrael razglasil za odsotno in ji zavrnil ponovni vstop na Zahodni breg. Naslednjih šest let je Ašravi potovala in dokončala svoje izobraževanje ter pridobila doktorat znanosti. iz srednjeveške in primerjalne književnosti na Univerzi v Virginiji. Ašravi je leta 1973 v skladu z načrtom za združitev družine končno dobila dovoljenje, da se ponovno pridruži svoji družin 

## Osebno življenje
8. avgusta 1975 se je poročila z Emilom Ašravijem,  krščanskim Jeruzalemčanom, ki je zdaj fotograf in gledališki režiser.  Imata dve hčerki, Amal in Zeino. 
Ašravi jso podelili enajst častnih doktoratov z univerz v ZDA, Kanadi, Evropi in arabskem svetu: Ameriška univerza v Bejrutu (AUB) – Libanon (junij 2008); Ameriška univerza v Kairu (AUC), doktorat humanistične literature – Kairo, Egipt (junij 2003); Univerza Saint Mary's, doktorat civilnega prava – Halifax, Kanada (oktober 2000); Smith College, doktorat humanistične literature – Northampton, Massachusetts (1999); Earlham College, doktorat humanistične literature – Richmond, Indiana (1999); Vrije Universiteit Bruselj – Belgija (1997); Univerza Bath, doktoratat prava – Bath, Anglija (1993); in Virginia teološki seminar – Aleksandrija, Virginija (1993).                
Je članica različnih mednarodnih svetovalnih odborov in svetov. Njeno preteklo in sedanje članstvo vključuje naslednje projekte: projekt ZDA/Bližnji vzhod;  TAKREEM Arab Achievement Awards; Center za transregionalne študije "Svetovalni svet"  – Univerza Princeton; Svet za zunanje odnose – Washington DC; Deir Yassin Remembered  – New York; Sklad za prihodnost naših otrok  – Washington DC; Pobuda za mir in sodelovanje na Bližnjem vzhodu – posebni projekt The Search for Common Ground ; Mednarodna komisija za posredovanje in državno suverenost ; Mednarodni inštitut za demokracijo in volilno pomoč (IDEA) – Stockholm, Švedska; Član skupine generalnega sekretarja ZN za dialog med civilizacijami ; Mercy Corps International – WashingtonPeace Works – ZDA; Delovna skupina za visoko šolstvo (pobuda Svetovne banke, univerze Harvard in UNESCO); Carterjev center (Center za človekove pravice); Center za dialog – Nizozemska; Bližnji vzhod in Severna Afrika Svetovne banke (MENA); Raziskovalni inštitut Združenih narodov za socialni razvoj (UNRISD); Palestinski inštitut za javno diplomacijo  (PIPD); Krščanska ekumenska fundacija Svete dežele  – svetovalni odbor Know Thy Heritage; CAABU – častna pokroviteljica, Beyond Conflict (prej The Project on Justice in Times of Transition) – New York, ZDA; in svetovalna skupina civilne družbe izvršnih direktorjev ZN za ženske. 
Ašravijeva je 26. septembra 2009 v intervjuju za oddajo Riza Kana One on One na angleški Al Džaziri svojo trenutno vlogo opredelila takole: »O sebi razmišljam predvsem kot o človeku z večdimenzionalno nalogo. V bistvu sem Palestinka, sem ženska, sem aktivistka in humanistka, več kot političarka, hkrati pa se mi zdi, da se nam nemalokrat stvari prej vsiljujejo, kot pa da pridejo do nas kot posledica mirne in premišljene izbire." 

## Politika in aktivizem
Medtem ko je bila prostovoljna študentka, vendar ji je bil zavrnjen ponovni vstop na Zahodni breg, je postala tiskovna predstavnica Splošne zveze palestinskih študentov v Libanonu, pomagala organizirati ženske revolucionarne skupine in služila kot vodnica tujim novinarjem, ki so obiskovali palestinska begunska taborišča.                                
Ašravi se je vrnila na Zahodni breg v skladu z načrtom za združitev družine leta 1973 in ustanovil oddelek za angleščino na univerzi Birzeit. Od leta 1973 do 1978 je bila predsednica tega oddelka in ponovno od leta 1981 do 1984; v letih 1986–1990 je bila na univerzi dekanka Filozofske fakultete. Ostala je profesorica na Univerzi Birzeit do leta 1995 in objavila številne pesmi, kratke zgodbe, dokumente in članke o palestinski kulturi, literaturi in politiki.                                
Ašravijev politični aktivizem na palestinskih ozemljih se je začel skoraj že v času njene akademske kariere v Birzeitu. Leta 1974 je ustanovila odbor za pravno pomoč univerze Birzeit in akcijski projekt za človekove pravice. Njeno politično delo je doživelo večji preskok leta 1988 med prvo intifado, ko se je pridružila političnemu odboru Intifade in do leta 1993 delovala v njegovem diplomatskem odboru. Od leta 1991 do 1993 je bila uradna tiskovna predstavnica palestinske delegacije v mirovnem procesu na Bližnjem vzhodu ter članica odbora za vodenje/usmerjanje in izvršnega odbora delegacije.                                
Od leta 1993 do 1995, ko sta Jaser Arafat in Jicak Rabin podpisala sporazume iz Osla, je bila vzpostavljena palestinska samouprava, Ašravi pa je vodil pripravljalni odbor Palestinske neodvisne komisije za pravice državljanov v Jeruzalemu. Ašravi je od leta 1996 tudi izvoljen član palestinskega zakonodajnega sveta v jeruzalemskem guvernerju.                                
Leta 1996 je bila Ašravi imenovana za ministrico palestinskih oblasti za visoko šolstvo in raziskave, vendar je leta 1998 odstopila s položaja v znak protesta proti politični korupciji, natančneje Arafatovemu vodenju mirovnih pogajanj, in kasneje istega leta ustanovila MIFTAH   — palestinsko Pobuda za spodbujanje globalnega dialoga in demokracije, pobuda, ki deluje v smeri spoštovanja palestinskih človekovih pravic, demokracije in miru.                                
Julija 2011 je zastopala palestinsko ljudstvo na srečanju s kanadskim zunanjim ministrom Johnom Bairdom in ga prepričala, da je obiskal palestinska ozemlja . 
V govoru v Združenih narodih leta 2018 je Ašravijeva dejala, da so dejanja Trumpove administracije, vključno s priznanjem Združenih držav Jeruzalema kot prestolnice Izraela, prestavitvijo veleposlaništva ZDA v Jeruzalem in obljubljenim "dogovorom stoletja" povzročila, da je rešitev v obliki dveh držav "zelo dvomljiva", in dodala: "Če ne bo volje za sodelovanje, za učinkovito posredovanje – ne samo, da se preneha z gradnjo naselij, ampak da se začne z rušenjem obstoječih – bo Izraelu uspelo razširiti Veliki Izrael na celotno zgodovinsko Palestino." 
Avgusta 2020 je Ašravi okrcala mirovni sporazum med Izraelom in Združenimi arabskimi emirati in na Twitterju izjavila, da so "Izrael nagradili za to, da ni javno govoril o tem, kaj nezakonito in vztrajno počne Palestini od začetka okupacije." 

## Objavljena dela
- Antologija palestinske književnosti (ur.).
- Sodobna palestinska kratka zgodba: Uvod v praktično kritiko
- Sodobna palestinska literatura pod okupacijo
- Sodobna palestinska poezija in leposlovje
- Književno prevajanje: teorija in praksa
- Ta stran miru: osebni račun (ISBN 0-684-80294-5 )